# روزابلانش
روزابلانش (به لاتین: Rosablanche) یک کوه در سوئیس است که در کانتون وله واقع شده‌است. روزابلانش ۳٬۳۳۶ متر بالاتر از سطح دریا واقع شده‌است.